# ام‌اندامز
ام‌اندامز (به انگلیسی: M&M's) (شکل نوشتاری m&m's) شکلات‌های چند رنگ به شکل دکمه هستند که در هر یک از آنها حرف "m" با حروف کوچک به رنگ سفید در یک طرف چاپ شده و شامل یک پوسته آب نباتی دور شکلات است که لفاف را احاطه کرده و رنگ آن، بسته به نوع ام‌اندامز متفاوت است. شیرینی اصلی دارای یک لفاف شکلاتی نیمه شیرین است که با معرفی انواع دیگر، به عنوان نوع "ساده، معمولی" نامگذاری شد. ام‌اندامز بادام زمینی که دارای روکش بادام زمینی با شکلات شیری و پوسته آب نبات است، اولین گونه ای بود که معرفی شد و در طبقه‌بندی معمولی جای می‌گیرد. گونه‌های متعدد دیگری نیز معرفی شده‌اند که برخی از آن‌ها از نوع معمولی هستند (کره بادام زمینی، بادام، پرتزل، کریسپی، شکلات تلخ و کارامل) در حالی که برخی دیگر از نظر تولید بر اساس مدت زمان یا در دسترس بودن جغرافیایی، محدود هستند. ام‌اندامز، محصول شاخص شیرینی سازی مارس ریگلی بخش مارس اینکورپوریتد است.
ام‌اندامز در سال ۱۹۴۱ در ایالات متحده تولید شد، و از سال ۲۰۰۳ در بیش از ۱۰۰ کشور دنیا فروخته می‌شود. آنها در رنگ‌های مختلفی تولید می‌شوند که برخی از آنها در طول سال‌ها تغییر کرده‌اند. مفهوم شکلات با روکش آب نبات از روشی الهام گرفته شد که به سربازان در جنگ داخلی اسپانیا (۱۹۳۶-۱۹۳۹) اجازه می‌داد تا شکلات را در آب و هوای گرم بدون ذوب شدن حمل کنند. ماندگارترین شعار این شرکت منعکس کننده این جمله است: «در دهان شما ذوب می‌شود، نه در دست شما.» یک شکلات شیری سنتی ام‌اندامز حدود ۰٫۹۱ گرم / ۰٫۰۳۲ اونس وزن و حدود ۴٫۷ کالری (کیلو کالری) انرژی (که ۱٫۷ کیلو کالری آن ناشی از چربی است) دارد. علیرغم اطلاعات نادرست رایج در اینترنت، هر ام‌اندامز رنگی، طعم متفاوتی ندارد و طعم شکلاتی همهٔ رنگ‌ها یکسان است.

## شخصیت‌های ام‌اندامز
در تبلیغات سیاه و سفید اولیه این شکلات در سال ۱۹۵۴، دو شخصیت انسان‌واره و سخنگو ام‌اندامز - یکی ساده و دیگری بادام زمینی - در استخری پر از شکلات شیرجه می‌زدند.
| شخصیت                 | تایپ کنید                                       | صدا پیشه                                                       |
| --------------------- | ----------------------------------------------- | -------------------------------------------------------------- |
| قرمز                  | شکلات شیری، شکلات تلخ، کره بادام زمینی و کریسپی | - جان لاویتس (۱۹۹۵–۹۶) - بیلی وست (۱۹۹۶–اکنون) - بیل راجرز     |
| زرد                   | بادام زمینی و شکلات تلخ بادام زمینی             | - جان گودمن (۱۹۹۵–۹۶) - جی.کی. سیمونز (۱۹۹۶–اکنون) - بیل راجرز |
| آبی                   | بادام، تمشک و شکلات تلخ                         | - راب پرویت - بیل راجرز                                        |
| سبز                   | شکلات تلخ، شکلات تلخ نعناع و کره بادام زمینی    | - کری سامر - لاریسا ماری                                       |
| نارنجی                | کریسپی و چوب شور                                | - اریک کرچبرگر - بیل راجرز                                     |
| خانم قهوه‌ای           | شکلات تلخ، شکلات شیری و فاج براونی              | - ونسا ویلیامز                                                 |
| رنگ بنفش              | دم کرده سرد بادام زمینی و کارامل                | - آمبر رافین                                                   |
| کارامل (مکعب)         | کارامل                                          | - دیوید کراس                                                   |
| آقای چوب شور (متقارن) | چوب شور                                         | - موریس لامارش                                                 |

## تغییر رنگ‌ها
رنگ اصلی آب نبات‌های ام اند ام قرمز، زرد، بنفش، سبز و قهوه ای بود. تولید رنگ بنفش در اواخر دهه ۱۹۴۰ متوقف شد و با رنگ مازویی جایگزین شد.

## نگارخانه

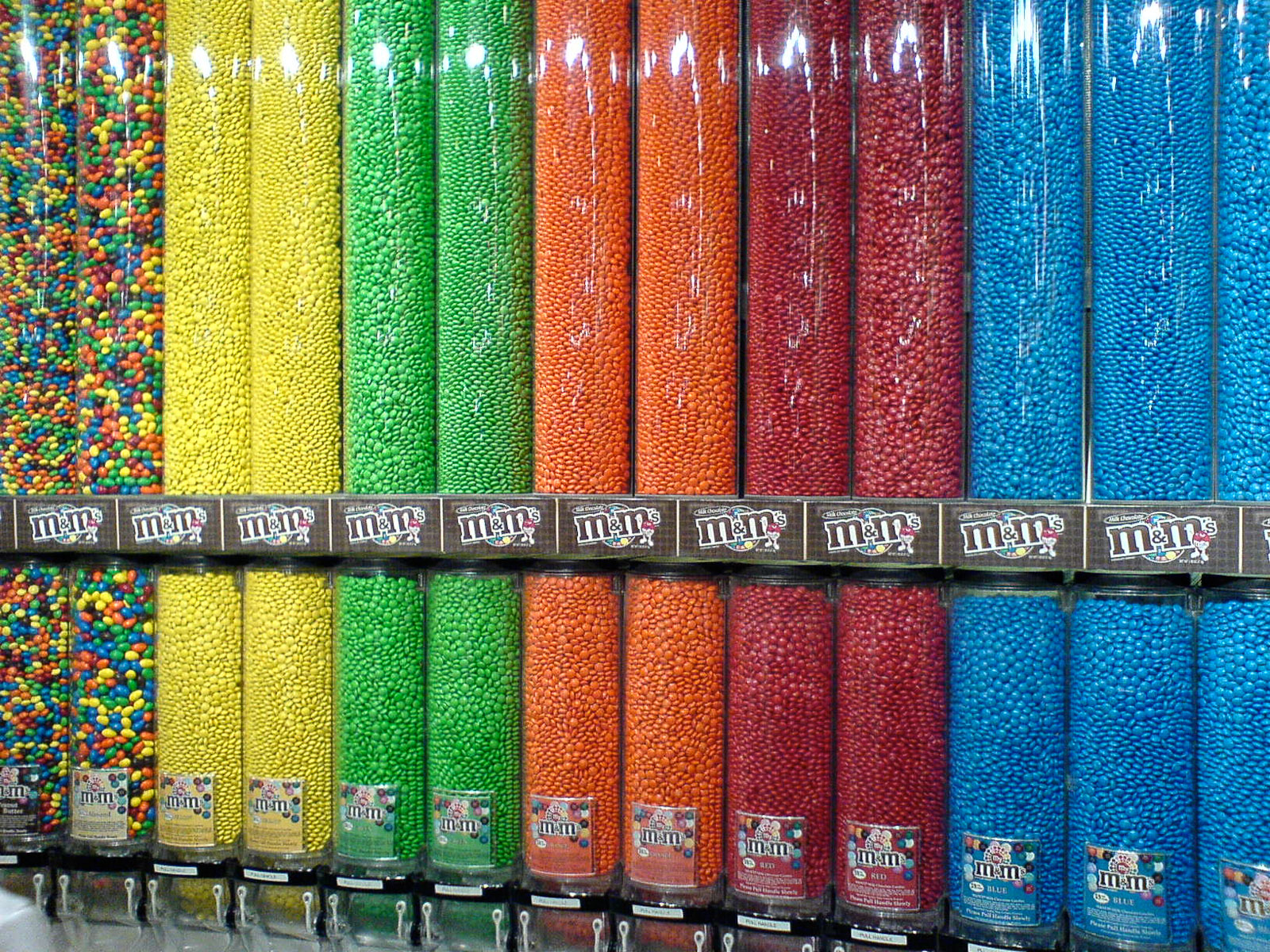
لوله‌های شفاف، ام‌اندامزها با رنگ‌های مختلف را در خود جای می‌دهند
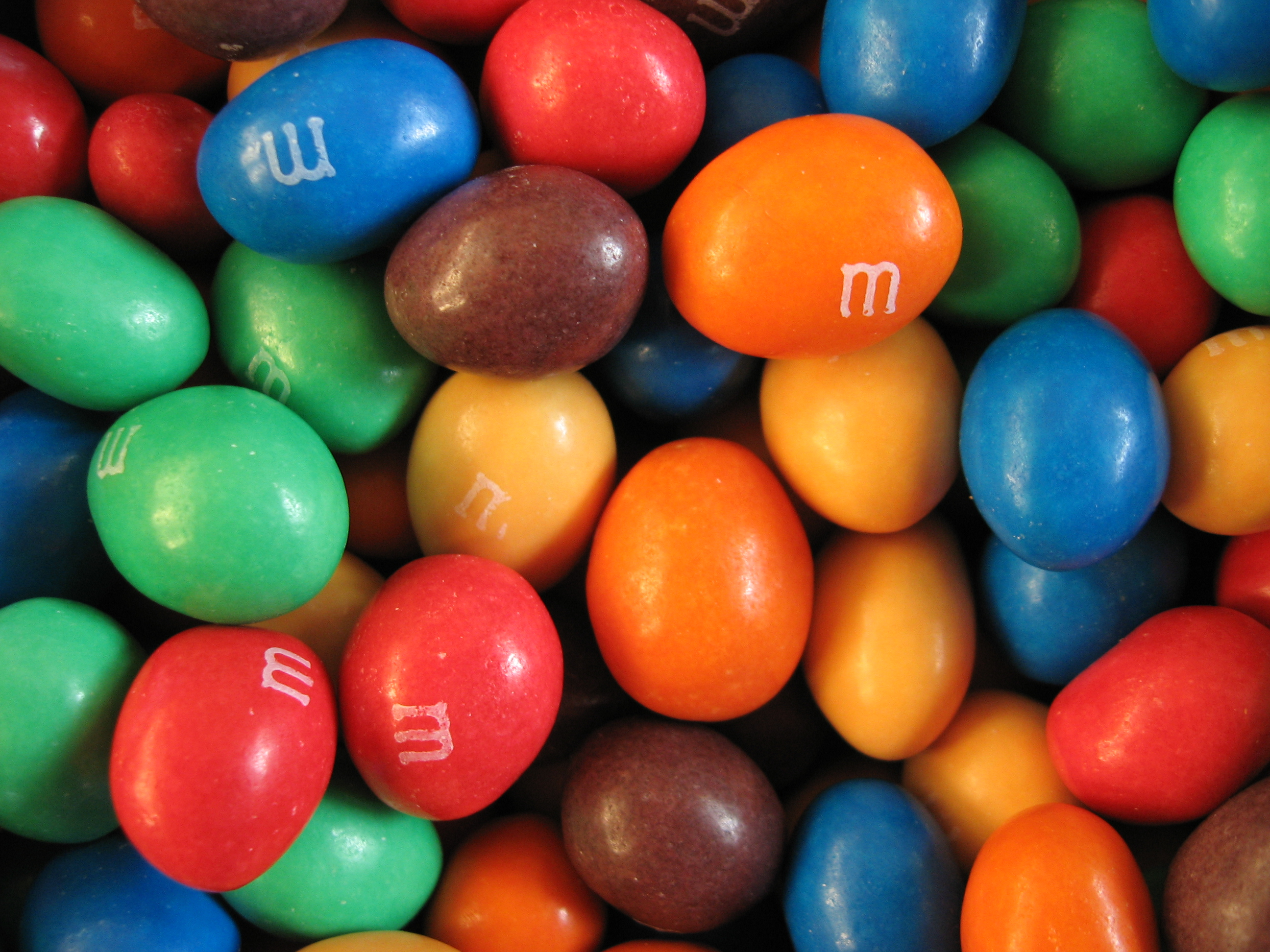
ام‌اندامز با طعم بادام زمینی، شکل متفاوتی دارد
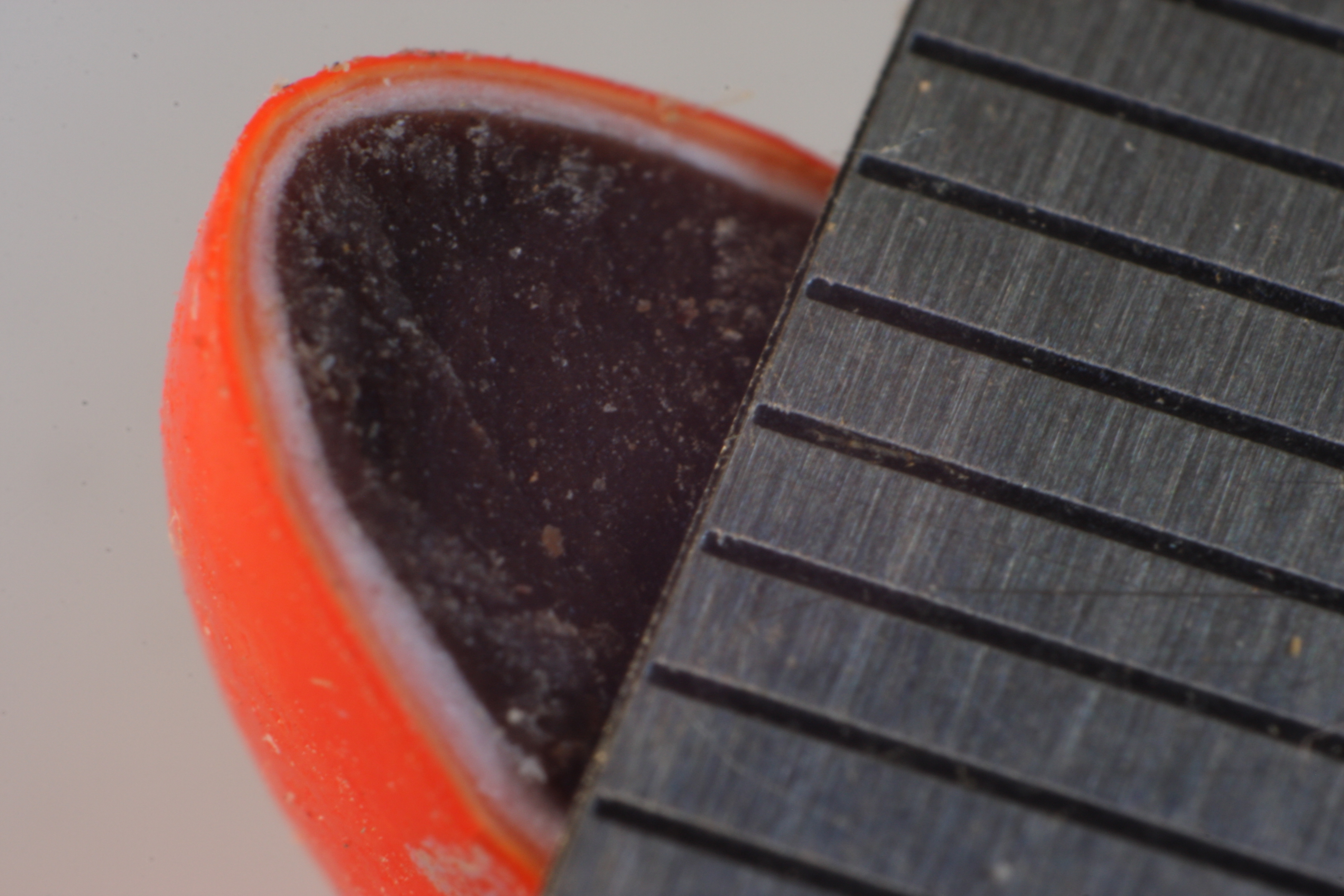
آب نبات شکلاتی نارنجی ام‌اندامز به صورت برش مقطعی همراه با خط کش میلیمتری برای مقایسه
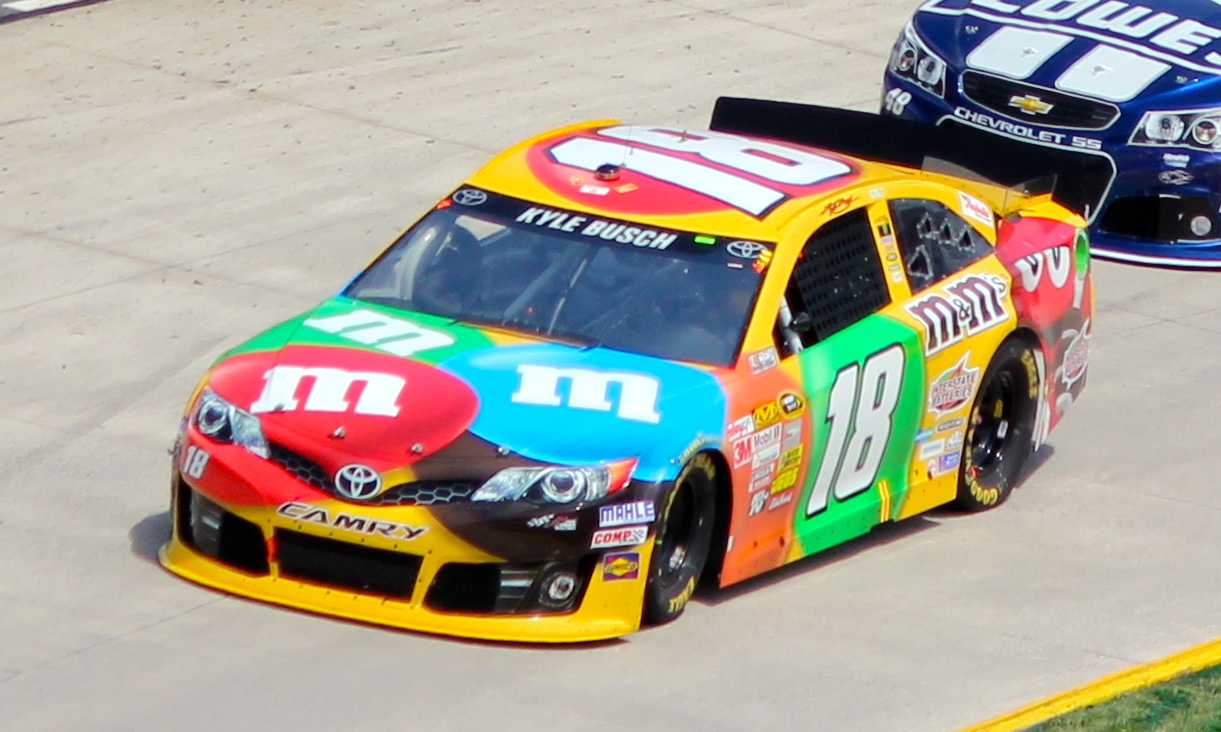
ام‌اندامز حامی خودروی کایل بوش در مسابقات نسکار